# 捷克斯洛伐克社会主义共和国的社会保障和福利制度

## 特点
20世纪80年代，捷克斯洛伐克有全面且普遍的社会保障体系；理论上，每个人都有权获得免费医疗和免费药品。总体卫生规划以预防医学为主；工厂和地方保健中心、急救站和各种医疗诊所补充了医院和其他卫生保健机构；医护人员与居民比例稳步增长，从1954年的1比745攀升至1985年的1比278，尽管农村地区依旧存在医疗人员短缺的问题；20世纪60年代和70年代，卫生资源的分配发生转变；医疗设施得到改善，斯洛伐克和农村地区的卫医护人员或保健人员数量增加；尽管如此，但其依旧约有40%的医疗设备为老旧的，设施老旧且供不应求，以及广泛存在的官僚主义和贿赂现象等问题。

## 水疗
捷克斯洛伐克的水疗中心是医疗保健体系的一部分。1985年，有46万多人（其中5%是儿童）在捷克境内的35个温泉和斯洛伐克境内的23个温泉疗养院住宿；当地许多温泉已经存在几个世纪，如斯洛伐克的巴德约夫（自13世纪以来存在于此）和捷克的卡罗维发利。它们中的许多都是专门护理和治疗特殊类型的疾病的；其包括矿泉或温泉，有些还提供泥浆治疗。以前，欧洲皇室与富人经常光顾这些温泉；20世纪80年代以后向所有人开放，包括外国游客；工人们会用工会提供的优惠券去做水疗。

## 预期寿命
1984年，捷克斯洛伐克的男性预期寿命为67岁，女性为75岁；1950年，女性的预期寿命比男性长约4.6年；到1983年，差距增加到近7.5年；1984年，婴儿死亡率为每1000名活产儿中10.5人死亡，低于1975年的每1000人15.6人死亡；在此期间，捷克和斯洛伐克两地预期寿命方面差距减小。

## 养老金
1985年，约四分之一捷克斯洛伐克人可领取养老金；老年人、残疾人、寡妇和孤儿都有权获得。社会保障福利（退休金和残疾补助金）对所有工薪阶层而言都是平等的。平均养老金每月不到1000克朗（工人平均获得约1130克朗的养老金，合作社农民约880克朗，独立农民约720克朗）；

## 产妇和育儿福利
女工拥有产假和育儿福利；1980年代时，带薪放产假，工资为全额工资的90%；产假为26周；单身母亲或多胞胎母亲可获得额外的9周产假。其雇主不得拒绝妇女为养育子女而增加一年不带薪休假之请求。儿童津贴和产妇补助金制度为休无薪假的妇女提供资助。